# Elvan Abeylegesse

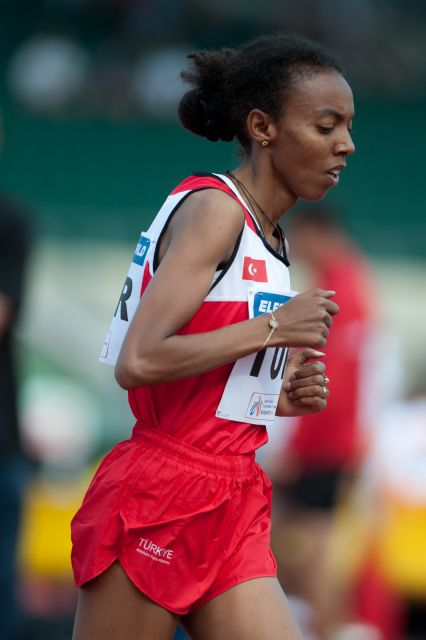

Elvan Abeylegesse (Adís Abeba, Etiopía, 11 de septiembre de 1982), de nombre de soltera Hewan Abeye, es una atleta turca suspendida por dopaje. El 31 de marzo de 2016 la Federación Turca de Atletismo la suspendió durante dos años por doparse durante el Mundial de Osaka de 2007, al dar positivo por un esteroide, el estanozolol. La IAAF aún no ha anunciado si la descalificarán de alguna prueba.
Fue campeona de Europa en Barcelona en 2010 en las disciplinas de 5.000 y 10.000 m, así como subcampeona del mundo en 10.000 en Osaka en 2007 y subcampeona olímpica en 5.000 y 10.000 en Pekín en 2008. 
Además fue plusmarquista mundial de 5.000 m al batir el récord del mundo el 11 de junio de 2004 en Bergen con una marca de 14:24.68. El 6 de junio de 2008 Tirunesh Dibaba batió su récord del mundo al hacer en Oslo una marca de 14:11.15.
Hewan Abeye comenzó a competir a nivel internacional en la disciplina de cross defendiendo los colores de Etiopía en Belfast en 1999. En 2000 se muda a Turquía, obteniendo la nacionalidad turca tras contraer matrimonio con un turco, alterando su nombre a Elvan Cami. Tras el divorcio de su marido su nombre se cambió al actual.

## Resultados por año
- 1999
  - Mundial de cross, Belfast: 9. júnior
  - Europeo júnior, Riga: 2. puesto en 5000 m
- 2000
  - Mundial de cross, Villamoura: 90. puesto en el corto
  - Mundial júnior: 6. puesto en 3.000 m y en 5000 m
- 2001
  - Mundial de cross, Ostende: 22. puesto en el largo
  - Oro en el europeo júnior, Grosseto, 3000 m
  - Mundial, Edmonton, eliminada en semifinales en los 5.000 m
  - Bronce en los Juegos del Mediterráneo, Túnez, 10.000 m
  - Europeo de cross, Thun: oro en el corto júnior
- 2002
  - Europeo, Múnich, 7. puesto en los 5.000 m
  - Europeo de cross, Medulin: bronce en el largo
- 2003
  - Mundial, París, 5. puesto en los 5.000 m
  - Europeo de cross, Edimburgo: plata en el largo
- 2004
  - Qatar Athletic Super Grand Prix, Doha: 1. puesto en los 3000 m
  - Bislett Games, Bergen (Golden League): 1. puesto en los 5.000 m, récord del mundo
  - Olimpiadas, Atenas:12. puesto en los 5.000 m y 8. puesto en los 1500 m
- 2006
  - Europeo, Goteborg, 3. en los 5.000 m
- 2007
  - Mundial, Mombasa, 28. en cross
  - Mundial, Osaka, 2. en los 10.000 m
  - Mundial, Osaka, 5. en los 5.000 m
- 2008
  - Olimpiadas, Pekín, 2. puesto en los 10.000 m
  - Olimpiadas, Pekín, 2. puesto en los 5.000 m
- 2009
  - Juegos Mediterráneos, Pescara, oro en los 10.000 m
- 2010
  - Europeo, Barcelona, oro en los 5.000 m
  - Europeo, Barcelona, oro en los 10.000 m
- 2013
  - Juegos Mediterráneos, Mersin, plata en los 10.000 m
- 2014
  - Mundial, Copenhague, 58. en medio maratón

## Récords personales
| Disciplina    | Marca    | Lugar                                  | Fecha                   |
| 1500 m        | 3:58:28  | Moscú, Rusia                           | 30 de mayo de 2004      |
| 2000 m        | 5:33:83  | Estambul, Turquía                      | 7 de junio de 2003      |
| 3000 m        | 8:31:94  | Bruselas, Bélgica                      | 30 de agosto de 2002    |
| 5000 m        | 14:24:68 | Bergen, Noruega                        | 11 de junio de 2004     |
| 10000 m       | 29:56.34 | Pekín, China                           | 15 de agosto de 2008    |
| Media maratón | 1:07:074 | Ras Al Khaimah, Emiratos Árabes Unidos | 19 de febrero de 2010   |
| Maratón       | 2:29:30  | Estambul, Turquía                      | 17 de noviembre de 2013 |